# Louis Jules Trochu
Louis Jules Trochu (ur. 12 marca 1815 w Le Palais, zm. 7 października 1896 w Tours) – francuski wojskowy i tymczasowy prezydent Republiki Francuskiej.

## Życiorys
Był tymczasowym prezydentem Republiki Francuskiej w okresie od upadku II Cesarstwa do ukonstytuowania się III Republiki w latach 1870–1871. Walczył na Krymie. W roku 1859 odznaczył się pod Solferino. Od roku 1870 pełnił obowiązki komendanta Paryża oraz prezesa rządu obrony narodowej.